# ژاک متو
ژاک متو (فرانسوی: Jacques Mathou‎؛ زادهٔ ۱ ژانویهٔ ۱۹۵۳) بازیگر اهل فرانسه است.
از فیلم‌ها یا برنامه‌های تلویزیونی که وی در آن نقش داشته است، می‌توان به بتی بلو، معجون زمان ۲، تمسخر، اغذیه‌فروشی و بال یا ران اشاره کرد.